# CUELA

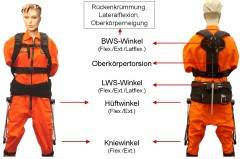
BWS: Brustwirbelsäule, LWS: Lendenwirbelsäule

CUELA ist ein biomechanisches Messsystem und ein Kunstwort aus dessen Funktion „Computer-Unterstützte Erfassung und Langzeit-Analyse von Belastungen des Muskel-Skelett-Systems“. Um Belastungen des Muskel-Skelett-Systems unter echten Arbeitsbedingungen messen zu können, hat das Institut für Arbeitsschutz der Deutschen Gesetzlichen Unfallversicherung (IFA) das CUELA-System entwickelt. 
CUELA ist ein personengebundenes System, das moderne Sensorik nutzt und auf der Arbeitskleidung getragen werden kann. Das System ist batteriebetrieben, wiegt nur etwa 3 kg und ist ortsunabhängig einsetzbar. Die Technik befindet sich auf einem Gestell mit einem Beckengurt und zwei Beingurten, das am Rücken getragen wird und individuell einstellbar ist.
Die zugehörige Software WIDAAN erlaubt eine automatisierte Auswertung der Messdaten nach arbeitswissenschaftlichen und biomechanischen Bewertungskriterien. Die Druckkräfte, die auf den Körper einwirken, lassen sich grafisch darstellen. Die Begleitung der Messungen mit einer Videokamera ermöglicht bei der Auswertung eine exakte Zuordnung der Messdaten zu den jeweilig durchgeführten Tätigkeiten. Dadurch ist es möglich, die Belastungen zu bewerten, Belastungsspitzen zu erkennen oder eingesetzte Hilfsmittel zu überprüfen. Bei Bedarf können individuell geeignete Maßnahmen zur Vermeidung zu starker Belastungen des Muskel-Skelett-Systems ergriffen werden. 
CUELA ist flexibel an unterschiedlichen Arbeitsplätzen einsetzbar, z. B. bei Hebe- und Tragetätigkeiten in der Stahlcordproduktion, zur Analyse von belastenden Körperhaltungen bei Pflegekräften, beim Fällen und Entasten von Bäumen etc.
Wenn Unternehmen Interesse an einem betriebsinternen Einsatz von CUELA haben, können sie sich an ihren jeweiligen Unfallversicherungsträger wenden.